# Ludvík Svoboda
Ludvík Svoboda, född 25 november 1895, i Hroznatín, Österrike-Ungern, död 20 september 1979 i Prag, Tjeckoslovakien, var en tjeckoslovakisk militär och politiker.

## Biografi
Svoboda anslöt sig 1915 till österrikisk-ungerska armén men tillfångatogs senare samma år på östfronten. Efter frigivningen, kämpade han för tjeckoslovakiska legionen i Ryssland. Han deltog i de legendariska slagen vid Zboriv och Bachmatj och återvände hem genom den legionens strapatsrika återtåg längs Transsibiriska järnvägen till Vladivostok. Därefter arbetade han på sin fars gods innan han började sin militära karriär i den tjeckoslovakiska armén 1921.
I början av 1930-talet undervisade Svoboda vid en militärakademi. Efter den tyska ockupationen (se Münchenöverenskommelsen) under våren 1939 blev han medlem i en hemlig underjordisk organisation Obrana Naroda ("försvar av nationen"). I juni 1939 flydde han till Polen och bildade en första tjeckoslovakiska militär enhet i Kraków, innan han föll i sovjetisk fångenskap under den sovjetiska invasionen av Polen, men lyckades fly undan en säker död.
Efter utbrottet av den tyska offensiven mot Sovjetunionen blev Svoboda chef för den tjeckoslovakiska militära enheten på östfronten. Enheten kämpade mot tyskarna för första gången i mars 1943 i slaget vid Slaget vid Sokolove i Ukraina. Som befälhavare ledde han också trupper i 1:a tjeckoslovakiska armékåren i slaget vid Duklapasset i Karpaterna hösten 1944 då han efter mycket hårda strider lyckades att med den här enheten korsa den tjeckoslovakiska statsgränsen för första gången.

## Efterkrigstidens politiska karriär
Efter andra världskriget utsågs Svoboda till försvarsminister och hyllades samtidigt som en hjälte på östfronten. Sovjetunionen hade stor popularitet bland befolkningen och i valet av 1946 vann kommunistpartiet i Tjeckoslovakien 38 procent av rösterna. Den kommunistdominerade kongressen utsåg, efter en del politiska oroligheter, en regering huvudsakligen bestående av kommunister och sovjetvänliga socialdemokrater.
Svoboda blev vice premiärminister åren 1950–51 efter att han, under påtryckningar från Sovjetunionen, hade tvingats lämna armén. I utrensningar som sedan följde fängslades Svoboda, men frigavs så småningom och fråntogs sina politiska uppdrag. Hans återkomst till det offentliga livet ägde rum på rekommendation av Chrusjtjov, som han hade träffat under kriget.
Efter slutet av Antonín Novotný-regimen under perioden kallad Pragvåren valdes Svoboda till president i Tjeckoslovakien den 30 mars 1968 på rekommendation av Alexander Dubček. Han var en acceptabel kandidat för både tjecker och slovaker plus att han, som en krigshjälte och ett offer för utrensningarna i början av 1950-talet, åtnjöt en hög aktning bland befolkningen. Svoboda gav sedan ett vagt samtycke till reformeringen av den nya partiledningen fram till Warszawapaktens intervention i augusti 1968. Förfärad över sina erfarenheter i två världskrig, undertecknade han ett beslut som hindrade den tjeckoslovakiska armén från att gå i strid med den invaderande Warszawapaktens trupper.
Svoboda överlevde avlägsnandet av de reformistiska kommunisterna i Tjeckoslovakien i efterdyningarna av Pragvåren, och bevittnade passivt utrensningarna och kvävningen av de medborgerliga friheter som kortvarigt hade återställts. Han hjälpte även till att sätta munkavle på pressen och medverkade till att Dubček ersattes med Gustáv Husák i april 1969. Han trodde och hävdade dock, till den dag han dog, att hans undergivna beteende gentemot Brezjnev bidragit till att rädda tusentals liv från "enorma konsekvenser", och han försvarade denna politik genom att åberopa sina egna minnen av krigets fasor.